# 키타하라 사야카
키타하라 사야카(일본어: 北原 沙弥香 가타하라 사야카[*], 1993년 11월 29일 ~ )는 사이타마현 출신의 여성 아이돌 가수이다. 소속 사무소는 켄 프로덕션. 전 하로프로에그의 일원. 공식 닉네임은 사야(さぁや).

## 약력
2004년
- Berryz코보에 동경해 하로프로 에그 오디션 2004를 받는다.
- 8월-9월, 동 오디션에 합격해 하로프로에그의 일원이 된다.

2005년
- 1월, Hello! Project 콘서트 투어의 도쿄 공연에 백댄서로서 출연해 첫 스테이지를 밟는다.

2006년
- 4월, Nissen On-line 비행선 프로젝트 2006의 캠페인 송「하늘이 있다」에 후쿠다 카논, 오카다 로빈 쇼코, 하시다 미레이와 참가[1].

2007년
- 5월,「제1회 헬로! 프로젝트 신인 공연 ~지난의 각~/~새의 각~」에 출연. 처음으로 스테이지에서 마이크를 가지고 노래한다.
- 12월, 제58회 NHK 홍백가합전에 모닝구무스메。, Berryz코보, ℃-ute의 백 댄서로서 출연.

2008년
- 3월 3일, Hello! Project 공식 사이트에서 쿠스미 코하루, 킷카와 유우와 함께 MilkyWay의 멤버로 선택되어 싱글「아나타보시(アナタボシ)」로 데뷔하는 것이 발표되었다.
- 4월 4일, 유키노 노에루 역으로서 성우를 담당한 애니메이션「키라링☆레볼루션」이 처음으로 방송된다. 성우를 스스로 맡는 것에는 흥미없었지만, 키라링☆레볼루션을 계기로 흥미를 가지게 되었다고 회상하고 있다.

2009년
- 5월 4일, 나카노 선플라자에서 개최된「키라링☆레볼루션 파이널 스테이지」에 있고, MilkyWay 활동 종료.

2011년
- 3월 9일, 하로프로에그를 졸업해 주식회사 타이트프로에 이적하였다[2].
- 하로프로에그 졸업 후, 텔레비전 애니메이션「이나즈마 일레븐 GO」의 성우와 엔딩 테마의 오디션을 받았을 때에 이나즈마 일레븐 총감수의 히노 아키히로에 찾아내었다. 자신은 없었지만「제일 성우 같지 않았다」점이 평가되어 오디션에 합격하였다.
- 4월 21일, 요시자와 히토미와 함께 기자 회견을 열어 텔레비전 애니메이션「이나즈마 일레븐 GO」로 히로인 소라노 아오이로서 성우를 맡는 것을 발표. 또, 소라노 아오이 명의로 동 애니메이션의 엔딩 테마「역시 청춘」(やっぱ青春)을 CD 릴리스 하는 일도 발표[3]. 게다가 동곡의 프로모션 비디오 촬영도 하였다[4].
- 5월 4일,「이나즈마 일레븐 GO」가 처음으로 방송되어 본격적으로 성우로서 데뷔.
- 6월 22일, 소라노 아오이 명의로 싱글「역시 청춘(やっぱ青春)」을 발매해 가수로서도 솔로 데뷔했다.
- 11월 9일, 동 명의로 두 번째 싱글「꽤나 순정(かなり純情)」를 발매하였다.

2012년
- 2월 8일, 동 명의로 세 번째 싱글「HAJIKE-YO!!」를 발매하였다.
- 6월 13일, 동 명의로 네 번째 싱글「여름이 다가오네(夏がやってくる)」를 발매하였다.
- 10월 24일, 레이블 회사를 에이벡스 엔터테인먼트에 이적. 마츠카제 텐마, 츠루기 쿄스케, 소라노 아오이 명의로 싱글 합작품「손을 잡자(手をつなごう)」를 발매한다.

2013년
- 3월 6일, 동 명의로 첫 앨범「봄의 그라데이션(春のグラデーション)」를 발매하였다.

2015년
- 9월, 나카노 극장 MOMO에서 상연되는「MEIDO IN HEAVEN」에서 무대 첫 주연.
- 타이트프로를 퇴사하였다[5].

2016년
- 1월 15일, 켄 프로덕션에 소속해, 신설된 트위터에서 소식[5].

## 인물
- 친구 쿠스미 코하루.킷카와 유우

## 작품
MilkyWay로의 작품에 대해서는「MilkyWay」를 참조.

### 싱글

#### 소라노 아오이 (CV.키타하라 사야카) 명의
1. やっぱ青春 (2011년 6월 22일)
2. かなり純情 (2011년 11월 9일)
3. HAJIKE-YO!! (2012년 2월 8일)
4. 夏がやってくる (2012년 6월 13일)

#### COLORS 명의
1. 勝手にシンデレラ (2013년 7월 3일) - 소라노 아오이 (CV.키타하라 사야카) & 모리무라 코노하 (CV.유우키 아오이)
2. ファッション☆宇宙戦士 (2013년 11월 6일) - 소라노 아오이 (CV.키타하라 사야카) & 미즈카와 미노리 (CV.다카가키 아야히)
3. 嵐・竜巻・ハリケーン／恋の祭典にようこそ (2014년 3월 5일) - 코바야시 유우 & 키타하라 사야카

#### 참가 싱글
- 空がある (2006년 4월, Nissen On-line 비행선 프로젝트 2006 캠페인 송, 비매품)
- 手をつなごう (2012년 10월 24일, 마츠카제 텐마 (CV.테라사키 유카), 츠루기 쿄스케 (CV.오오하라 타카시), 소라노 아오이 (CV.키타하라 사야카) 명의)
- 青春おでん (2013년 2월 6일, 소라노 아오이 (CV.키타하라 사야카), 세토 미도리 (CV.미나), 야마나 아카네 (CV.유린), 나노바나 키나코 (CV.유우키 아오이) 명의)

### 앨범
- 春のグラデーション (2013년 3월 6일 / 소라노 아오이 (CV.키타하라 사야카) 명의)

#### 참가 앨범
- きらりん☆レボリューション・ソング・セレクション5 (2009년 3월 1일)
  - 유키노 노에루 Starring 키타하라 사야카 명의의 곡「負けん気!強気!元気!前向き!」수록.
- 劇場版イナズマイレブンGO 究極の絆 グリフォン オリジナル・サウンドトラック (2011년 12월 21일)
  - 소라노 아오이 (CV.키타하라 사야카) 명의의 곡「夢のかたまり (Movie Ver.)」수록.
- イナズマイレブン GO キャラクターソング オリジナルアルバム (2012년 1월 25일)
  - 소라노 아오이 (CV.키타하라 사야카) 명의의 곡「みんなのために」수록.
- イナズマイレブンGO クロノ・ストーン キャラクターソング オリジナルアルバム (2013년 2월 27일)
  - 소라노 아오이 (CV.키타하라 사야카) 명의의 곡「瞳の中にキミがいる」수록.

### 영상 작품

#### 라이브 DVD
- 제1회 헬로! 프로젝트 신인 공연 ~지난의 각~/~새의 각~ (2007년 9월 25일)
- Hello! Project 2008 Summer 원더풀 하츠 공연 ~피서지에서 데이트섬SHOW~ (2008년 10월 22일)
- 2008 헬로! 프로젝트 신인 공연 9월 ~시바공원 STEP!~ (2008년 11월 24일)
- Hello! Project 2009 Winter 원더풀 하츠 공연 ~혁명원년~ (2009년 3월 25일)
- 2009 헬로! 프로젝트 신인 공연 6월 ~나카노 STEP!~ (2009년 9월 23일)

#### 그 외의 DVD
- 극단 게키하로 창단 공연「에도에서 착신!? ~타임슬립 to 권외!~」(2007년 1월 17일)
- 제1회 헬로! 프로젝트 신인 공연 History of Hello! Pro EGG (2007년 5월 13일)
- 하로프로에그 DVD PAMPHLET (2007년 11월 23일)
- 하로프로에그 DVD MAGAZINE Vol.1 (2009년 4월 5일)
- 오늘은 무슨일? 에그의 날! DVD ~싱크로 퀴즈편~ (2009년 12월 24일)
- 오늘은 무슨일? 에그의 날! DVD ~게임편~ (2009년 12월 24일)
- 린토시테! (2010년 2월 18일)
- 하로프로에그 DVD MAGAZINE Vol.2 (2010년 3월 27일)
- 괴물의 어린이 (2010년 7월 14일)
- 괴담 신귀덮개 괴기 트키모노 (2011년 2월 9일)

## 출연
MilkyWay로의 출연에 대해서는「MilkyWay」를 참조.

### 콘서트
2005년
- Hello! Project 2005 Winter ~A HAPPY NEW POWER! 홍조~ (1월 3일 - 6일)
- Hello! Project 2005 Winter ~A HAPPY NEW POWER! 백조~ (1월 4일 - 6일)
- Hello! Project 2005 Winter 올스타즈 대난무 (1월 29일 · 30일)
- Hello! Project 2005 여름의 가요쇼 ~'05 셀렉션! 콜렉션!~ (7월 23일 · 24일)

2006년
- Hello! Project 2006 Winter ~원더풀 하츠~ (1월 2일 - 4일)
- Hello! Project 2006 Winter ~엘더클럽~ (1월 5일 - 7일)
- Hello! Project 2006 Winter ~전원집GO!~ (1월 28일 · 29일)
- Hello! Project 2006 Summer ~원더풀 하츠 랜드~ (7월 9일 · 17일 · 22일 · 23일)

2007년
- Hello! Project 2007 Winter ~원더풀 하츠 오토메Gocoro~ (1월 2일 - 4일)
- Hello! Project 2007 Winter ~집결! 10th Anniversary~ (1월 27일 · 28일)
- 제1회 헬로! 프로젝트 신인 공연 ~지난의 각~/~새의 각~ (5월 13일, 시부야 C.C.Lemon 홀)
- Hello! Project 2007 Summer 10th 애니버서리대감사제 ~하로☆프로 여름축제~ (7월 28일 · 29일)
- 2007 헬로! 프로젝트 신인 공연 8월 ~요코하마에서 만납시다~ (8월 26일, 요코하마 BLITZ)
- 2007 헬로! 프로젝트 신인 공연 11월 ~시나가와에서 만납시다~ (11월 23일, 시나가와 스테라 홀)

2008년
- Hello! Project 2008 Winter ~원더풀 하츠 연중몽구~ (1월 2일 - 4일 · 14일 · 20일)
- Hello! Project 2008 Winter ~결정! 하로☆프로 어워드'08~ (1월 26일 · 27일)
- 2008 헬로! 프로젝트 신인 공연 3월 ~키라메키의 요코하마~ (3월 29일, 요코하마 BLITZ)
- 2008 헬로! 프로젝트 신인 공연 6월 ~아카사카 HOP!~ (6월 22일, 아카사카 BLITZ)
- Hello! Project 2008 Summer 원더풀 하츠 공연 ~피서지에서 데이트섬SHOW~ (7월 19일 · 20일 · 26일 · 27일 · 8월 2일 · 3일)
- 2008 헬로! 프로젝트 신인 공연 9월 ~시바공원 STEP!~ (9월 23일, 도쿄 메르파르크 홀)

2009년
- Hello! Project 2009 Winter 원더풀 하츠 공연 ~혁명원년~ (1월 2일 - 5일 · 18일 · 25일)
- 2009 헬로! 프로젝트 신인 공연 4월 ~요코하마 HOP!~ (4월 4일 · 5일, 요코하마 BLITZ)
- 2009 헬로! 프로젝트 신인 공연 6월 ~나카노 STEP!~ (6월 7일, 나카노 선플라자)
- Hello! Project 2009 SUMMER 혁명 원년 ~Hello! 챤푸루~ (8월 7일 - 9일, 나카노 선플라자)
- 2009 헬로! 프로젝트 신인 공연 9월 ~요코하마 JUMP!~ (9월 23일, 요코하마 BLITZ)
- 2009 헬로! 프로젝트 신인 공연 11월 ~요코하마 FIRE!~ (11월 23일, 요코하마 BLITZ)

2010년
- Hello! Project 2010 WINTER 가초풍월 ~모베키마스!~ (1월 2일 - 4일 · 9일 · 10일 · 16일 · 23일)
- Hello! Project 2010 WINTER 가초풍월 ~셔플데이트~ (1월 5일 - 8일 · 17일 · 24일)
- 2010년 하로프로에그 노리멘 LIVE 2월 (2월 28일, 야마노홀)
- 2010 헬로! 프로젝트 신인 공연 3월 ~요코하마 GOLD!~ (3월 27일, 요코하마 BLITZ)
- 2010 헬로! 프로젝트 신인 공연 6월 ~요코하마 HOP!~ (6월 5일, 요코하마 BLITZ)
- Hello! Project 2010 SUMMER ~판코라!~ (7월 18일 · 19일 · 24일 · 25일 · 31일 · 8월 1일 · 7일 · 8일)
- 2010 헬로! 프로젝트 신인 공연 9월 ~요코하마 STEP!~ (9월 5일, 요코하마 BLITZ)
- 2010 헬로! 프로젝트 신인 공연 11월 ~요코하마 JUMP!~ (11월 28일, 요코하마 BLITZ)

### 무대
2006년
- 극단 게키하로 창단 공연「에도로부터 착신!? ~타임 슬립 to권외!~」(11월 1일 - 12일, 이케부쿠로 씨어터 그린 BIG TREE THEATER)

2009년
- 2009년 가을기 에그 연수 발표회 ~여배우 선언~ (10월 10일 · 12일, 이케부쿠로 씨어터 그린 BIG TREE THEATER)
- 린토시테! (11월 4일 - 8일, 이케부쿠로 씨어터 그린 BIG TREE THEATER)

2010년
- 괴물의 어린이 (4월 8일 - 12일, 씨어터 트램)
- 2010년 가을계에그 연수 발표회 ~여배우 선언~ (10월 3일, 시사 통신 홀)

### 이벤트
2007년
- 하로프로에그 딜리버리 스테이션 !01 (9월 22일, 선 스트리트 카메이도)
- 모닝구무스메。10년 기념전 특별 스테이지 (9월 24일, 이케부쿠로 션샤인 시티 문화 회관)

2008년
- 하로프로에그 팬클럽 한정 이벤트 (8월 10일, 퍼시픽헤븐)
- 하로프로에그 딜리버리 스테이션! 05 (8월 30일, 선 스트리트 카메이도)

2009년
- 마노 에리나「はじめての経験」발매 기념 악수회 (5월 24일, 퍼시픽헤븐)
- 오다이바 합중국「선구! 음악 순위 라이브」(7월 18일, 후지테레비)
- 하로프로에그 딜리버리 스테이션 in 여름 Sacas'09 SacasWaterPark (7월 24일 · 8월 21일, 아카사카 사카스)
- 2009 신궁 외원 불꽃놀이 스페셜 라이브 (8월 6일, 치치부노 미야 럭비장)
- 마노 에리나「世界はサマーパーティー」발매 기념 이벤트 (8월 13일, 남바 Hatch)
- 마노 에리나「この胸のときめきを」발매 기념 이벤트 (10월 1일, 카와사키 라팃타젯라 ·1 0월 2일, 퀸즈스퀘어 요코하마 · 10월 3일, 오미야 스테라 타운 · 10월 4일, 도쿄 돔 시티라크아)

2010년
- 헬로! 프로젝트 영화 제공자 ~하로☆페스 in 오다이바 구루메 PARK~ (5월 1일 - 3일, 후지테레비)
- 하로프로에그 팬클럽 한정 이벤트 (6월 28일 · 30일, 퍼시픽헤븐)
- 영화「괴담 신귀덮개 괴기」공개 기념 이벤트「아카사카 괴담」(8월 13일, 아카사카 사카스)
- 시오도메 박람회 2010 (8월 19일 · 26일, 시오도메 AX)
- 제2회「진검녀의 진 더☆킬러 컨텐츠!」(12월 29일, 신쥬쿠 FACE)

2011년
- 이나즈마 일레븐 GO×골판지 전기 폭열 스테이지!! (5월 5일, 라조나 카와사키 · 5월 8일, 라라 포토 신미사토)

### 영화
- 괴담 신귀덮개 괴기 트키모노 (2010년 9월 4일 공개) - 야시마 케이코 역
- |극장판 이나즈마 일레븐 GO 궁극의 우정 그리폰 (2012년 12월 23일 공개) - 소라노 아오이 역

### 텔레비전 애니메이션
- 키라링☆레볼루션 (2008년 - 2009년, 테레비도쿄) - 유키노 노에루 역
- 이나즈마 일레븐 GO (2011년 5월 4일 - 2012년 4월 11일, 테레비도쿄) - 소라노 아오이 역
- 이나즈마 일레븐 GO 크로스 스톤 (2012년 4월 18일 - , 테레비도쿄) - 소라노 아오이 역

### TV 프로
- 오하스타 (2008년 - 2009년, 테레비도쿄) 드라마, VTR 출연, 게스트 출연
- 제2회「진검녀의 진 더☆킬러 컨텐츠!」(2011년 1월 16일 - 25일, 엔타! 371)